# Berts första betraktelser
Berts första betraktelser är en ungdomsroman i dagboksform av de svenska författarna Anders Jacobsson och Sören Olsson. Boken utkom 1990 och handlar om Bert Ljung från 1 januari till 30 april under det kalenderår han fyller 13 år. Boken använder sig av 1989 års almanacka enligt den gregorianska kalendern. Den 19 januari nämns i bokversionen att det är 1989, medan kassettbandet inte anger årtal. Boken nämner också Åke som "76:a". Som standard inleder Bert med "Hej hej hallå dagboken!" och avslutar med berömda "Tack och hej – leverpastej". Bert för dagbok varje dag under detta kalenderår, och de flesta anteckningarna beskriver vad som skedde under gårdagen.
Ursprungligen lästes Berts betraktelser-trilogin upp i radioprogrammet Almanackan under 1989, som gjordes varje dag under ett år, vilket Sören tyckte passade bra för en dagbok. För första gången var Sonja Härdin illustratör.

## Bokomslag
Bokomslaget visar Bert som ligger i sitt ostädade rum, medan almanacksbladet visar 1 januari. Ett ljus brinner på bordet, och två ögon tittar fram under sängen. På golvet ligger Fantomen-serietidningar och skräpar, och en spindel hänger ner från texten. På väggen hänger Berts elbas, och kort på olika tjejer. Även texten "SH – 89" syns.

## Handling
Långhelgen jul-nyår går mot sitt slut, och Bert skriver i sin nya dagbok. När Åke kommer hem från semestern på Kanarieöarna träffas pop/rockgruppen Heman Hunters (som fått byta namn från "Dum i huvet" efter att inte ha fått några spelningar under tidigare bandnamn) hos honom, och här får bandet sin senare återkommande uppsättning. Sedan börjar vårterminen i 6:an.
Bert är fortfarande tillsammans med Nadja, men då en ny kille börjar i hennes klass som hon menar ser ganska bra ut. Under ett inbrott i Beckaskolans matsal tror/hoppas Bert killen i Nadjas klass är brottslingen, innan Nadja berättar att en 56-årig man begått inbrottet. När han går till Nadja tvingar hennes raggarbrorsor honom att prya som raggare.
Grannen "kapten" dör i januari, då hans favoritlag i bandy förlorar en viktig TV-match, och blir begravd av det kommunala då han saknar kvarlevande släktingar. Bert och Åke beslutar sig för att gå dit och läsa upp en dikt för kapten.
När Sveriges kung har namnsdag den 28 januari ordnar Bert och Åke fyrverkeri för honom i Slottsparken, med Åkes hemmagjorda raketer, men raketerna flyger iväg i riktning mot ett hus. När Bert besöker Nadja stoppar han bomullstussar i öronen för att slippa höra henne spela fiol, och då hon blir arg och börjar vifta med fiolen trycker fiolstråken in bomullstussen i Berts öra.
Berts pappa försöker få Berts familj att banta i slutet av januari, men det slutar några dagar senare då mamman hittar sås på pappans slips då han ätit med jobbet.
I februari lurar han bland annat sin mormor att slå numret till Heta linjen då hans föräldrar reser till Åland. Då Bert skall fylla 13 den 21:a, börjar han tillsammans med Åke längta efter moped två år innan de har åldern inne att köra lagligt i Sverige. De lyckas ändå låna mopeder hos en uthyrare. Bert pantsätter även sin pappas vigselring, men ångrar sig någon dag senare då han Ågren, som han tror är utsänd av Gud, och köper tillbaka vigselringen som då är dyrare. När Bert fyller 13 får han en gratulationskram av Paulina i 6 B, och hans intresse för Nadja börjar samtidigt avta. Under Berts födelsedagskalas, dit Nadja inte kommer, bjuder Björna upp Berts mamma till dans (vilket Lill-Erik imiterar några dagar senare hos Bert genom att låna Berts mammas BH), och Torleifs blockflöjt spricker då Berts mamma låser in den i kylskåpet.
Den 1 mars beger sig Bert till Nadja och gör slut med henne, och visar i stället intresse för Paulina. Killarna i Berts klass har snoppmätartävling i mars, och Bert vinner när han börjar tänka på Paulina. Vid tillvalet till 7:an väljer Bert media, bland annat då Paulina väljer det. Bert råkar också säga att han har en hundvalp, eftersom Paulina gillar hundar, vilket han inte har och Berts föräldrar är allergiska. Ett försök att göra Lill-Eriks tax lik en pudel misslyckas.
Bert får även nya grannar, italienska invandrarfamiljen Panatta från Sundsvall som flyttar in i kaptens gamla lägenhet, och det blir fest.
I april PRAO:ar Bert på bensinstationen "Kurres bensin & tillbehör", egentligen ville han PRAO:a på brandstationen men Jörgen Karlsson tar platsen. Killarna i klassen använder Björnas borr till att göra ett håll in till flickornas gymnastikomklädningsrum. Bert fortsätter att gilla Paulina, bland annat önskar han att han hade en hemlig telefonlinje över till 6 B, då han menar att Paulina är duktig och skulle kunna hjälpa honom med svåra läxförhör.
Under ett vilt diskotek (där en flicka i 7:an visar brösten för vakten) på Jungbergska skolan får Bert reda på att Paulinas mamma är kusin med Nadjas pappa.
Bert ordnar också en träningslokal åt Heman Hunters i källaren i det flerfamiljshus där Berts familj bor. Grannarna uppfattar först ljuden från källaren som misshandel, och snart dyker ambulans och polis upp, innan bandet sjunger för personalen.
Boken avslutas med en bild på en penna, och texten:
| ” | "Detta är den penna i naturlig storlek, med vilken dessa betraktelser nedtecknats." | „ |

## Ljudbok
Inläsningarna utgavs 1993 två fyra kassettband på Änglatroll under titlarna "Berts januaribetraktelser"., "Berts februaribetraktelser"., Berts marsbetraktelser och Berts aprilbetraktelser

### Musik och sång
Kassettbanden innehåller följande sånger:
- Januari: "Take the Night", "Min pung", "Hej kapten (nu är du död)", "Körv" ("Körv")
- Februari: "Mormor är religiös", "Moppe", "Gå, Ågren", "Fan, vilket party"
- Mars: "Du kan dra åt helvete", "Snoppmätartävling", "Nya grannar", "Upp o ner"
- April: "Borra bra", "Alla kan svenska", "Prao - Prao", "Boogie-woogie"

Titel inom parentes avser sångens namn vid Hemliga Byråns originalinspelning.

## Senare versioner
Den 22 januari skriver Bert hur Nadjas raggarbrorsor tvinat honom att PRY:a som raggare. Denna berättelse har blivit berömd, och bland annat skildrats i TV-serien från 1994, i avsnittet "Fega pojkar får ibland kyssa vackra flickor", och serietidningen.

## Övrigt
- Bert gör slut med Nadja den 1 mars när de går i 6:an, vilket i böckerna blir exakt på dagen två år före det att Emilia gör slut med Bert när de går i 8:an.
- Kurre från bensinstationen gör en kort återkomst i Berts bravader, där han hjälper Bert att såga isär den brevlåda han fastnat i med handen efter att ha ångrat snuskiga brev till Emilia.

### Fotnoter
1. ↑  ”Berts första betraktelser” (på engelska). Worldcat. 10 mars 1990. https://www.worldcat.org/title/berts-forsta-betraktelser-januari-april/oclc/186091909&referer=brief_results. Läst 29 mars 2015.
2. ↑  ”Berts januaribetraktelser”. Svensk mediedatabas. 10 mars 1993. http://smdb.kb.se/catalog/id/001521852. Läst 29 april 2015.
3. ↑  ”Berts februaribetraktelser”. Svenskmediedatabas. 10 mars 1993. http://smdb.kb.se/catalog/id/001521851. Läst 29 april 2015.
4. ↑  ”Berts marsbetraktelser”. Svensk mediedatabas. 10 mars 1993. http://smdb.kb.se/catalog/id/001521949. Läst 29 april 2015.
5. ↑  ”Berts aprilbetraktelser”. Svensk mediedatabas. 10 mars 1993. http://smdb.kb.se/catalog/id/001521950. Läst 29 april 2015.
6. ↑  FF med Bert 5 1994, sidan 5-9: - Raggarskolan, Semic Press AB, 1994